# Carlos Emiro Gutiérrez
Pour les articles homonymes, voir Gutiérrez.
Gutiérrez  Jerez est un nom espagnol. Le premier nom de famille, en général paternel, est Gutiérrez ; le second, en général maternel, souvent omis, est Jerez.
Carlos Emiro Gutiérrez Jerez (né le 3 novembre 1960 à Bucaramanga)  est un coureur cycliste colombien. Professionnel de 1985 à 1990, il a remporté une étape du Tour d'Espagne.

## Biographie

### Tour d'Espagne 1987:13eétapeLuarca - Ferrol
La 13e étape du Tour d'Espagne 1987 relie Luarca à Ferrol. Le parcours d'un profil absolument plat est défavorablement compensé par la distance totale de l'étape (233 km). Elle voit la victoire du grimpeur colombien de la Kelme, Carlos Emiro Gutiérrez. Celui-ci s'enfuit dès le départ avec l'Espagnol Rafael García. Un autre coureur ibérique Ricardo Zúñiga (es) se joint à eux, quelques kilomètres plus tard. Ils obtiennent jusqu'à dix-huit minutes d'avance. À vingt-sept kilomètres de l'arrivée, Gutiérrez profite d'un petit raidillon pour fausser compagnie aux deux Espagnols. Près de six heures après le début de la fugue, il termine seul avec soixante-dix secondes d'écart sur ses anciens compagnons d'échappée. Le mérite du petit grimpeur (mesurant un peu plus d'1,50 m) est grand car il sut résister au retour d'un groupe comprenant des rouleurs tels que Jesús Blanco Villar, Federico Echave ou Laurent Fignon. Ce quintet, parti à une vingtaine de kilomètres de l'arrivée, reprend une minute au peloton du maillot jaune Luis Herrera et termine à quatre minutes du vainqueur. Gutiérrez déclare après la course s'être bien entendu avec ses compagnons d'échappée. Mais lorsqu'il a vu fondre leur avance sur le peloton et sachant qu'il n'avait aucune chance au sprint face aux deux autres, il a préféré terminer l'étape seul. Il ajoute que cette victoire est une sorte de revanche lui qui avait terminé deuxième d'une étape de la Vuelta, l'année précédente. En effet, durant la 18e étape du Tour d'Espagne 1986, Gutiérrez se glisse dans une longue échappée avec Viktor Demidenko et l'Espagnol José del Ramo. Dans un final accidenté devant mieux lui convenir qu'au Soviétique, Carlos Emiro Gutiérrez le laisse pourtant s'envoler sans suffisamment réagir, au grand dam de son directeur sportif Rafael Carrasco (es) qui considérait la course gagnée.

## Palmarès
- 1980
  - 2eb étape du Tour de Colombie espoirs
- 1983
  - 8e étape du Tour de Colombie
- 1984
  - Tour de Martinique
- 1987
  - 13e étape du Tour d'Espagne

## Résultats sur les grands tours

### Tour d'Espagne
2 participations
- 1986 : 17e
- 1987 : 39e, vainqueur de la 13e étape